# Nusalala
Nusalala is een geslacht van bruine gaasvliegen ((Hemerobiidae). De wetenschappelijke naam is gepubliceerd in 1913 door Longinos Navás.
Sommige soorten uit dit geslacht, zoals Nusalala brachyptera, zijn brachypteer en hebben het vermogen om te vliegen verloren; ze kunnen enkel springen. Dit fenomeen is in een aantal geslachten in de familie Heremobiidae geëvolueerd.

## Soorten
- Nusalala andina Penny & Sturm, 1984
- Nusalala brachyptera Oswald, 1997
- Nusalala camposina Navás, 1929
- Nusalala championi Kimmins, 1936
- Nusalala colombiensis (Banks, 1910)
- Nusalala cubana (Hagen, 1886)
- Nusalala dispar (Banks, 1910)
- Nusalala erecta Navás, 1913
- Nusalala ghioi Monserrat, 2000
- Nusalala ilusionata Monserrat, 2004
- Nusalala irrebita (Navás, 1929)
- Nusalala marginata Navás, 1926
- Nusalala marini Monserrat, 2000
- Nusalala navasi Kimmins, 1936
- Nusalala neotropica (Esben-Petersen, 1914)
- Nusalala payasi Monserrat, 2000
- Nusalala tessellata (Gerstaecker, 1888)
- Nusalala uncata Kimmins, 1936
- Nusalala unguicaudata Monserrat, 2000